# SINFONI
SINFONI (ang. Spectrograph for INtegral Field Observations in the Near Infrared) – instrument pomiarowy pracujący na VLT od 2004 roku. 
SINFONI jest spektrografem całego pola działającym w bliskiej podczerwieni (1.1–2.45 µm), korzystającym z optyki adaptatywnej w celu polepszenia jakości obrazu. Jest jednym z najdokładniejszych narzędzi tego typu do wnikliwej analizy młodych i odległych galaktyk. Służy również do obserwacji aktywnych centrów galaktyk oraz wybuchów supernowych.